# 泉谷湖 (加利福尼亞州)
泉谷湖（英語：Spring Valley Lake）是位於美國加利福尼亞州聖貝納迪諾縣的一個人口普查指定地區。

## 地理
泉谷湖的座標為34°29′50″N 117°16′08″W / 34.49722°N 117.26889°W，而該地最高點為海拔高度847米（即2779英尺）。

## 人口
根據2010年美國人口普查的數據，泉谷湖的面積為9.149平方千米，當中陸地面積為7.689平方千米，而水域面積為1.460平方千米。當地共有人口8220人，而人口密度為每平方千米898人。